# Región Somalí
La región Somalí o de Ogadén (en somalí: Dawladda Deegaanka Soomaalida/Soomaali Galbeed) es una de las divisiones administrativas de Etiopía. Conocida oficialmente como el estado regional Somalí/Ogadén, es la segunda más grande y la más oriental de las diez regiones (Kililoj) de Etiopía. El estado limita con los estados etíopes de Afar y Oromia y con la ciudad de Dire Dawa (Dir Dhaba) al oeste, así como con Yibuti al norte; con Somalia al norte, noreste y este; y con Kenia al suroeste. 

## Características

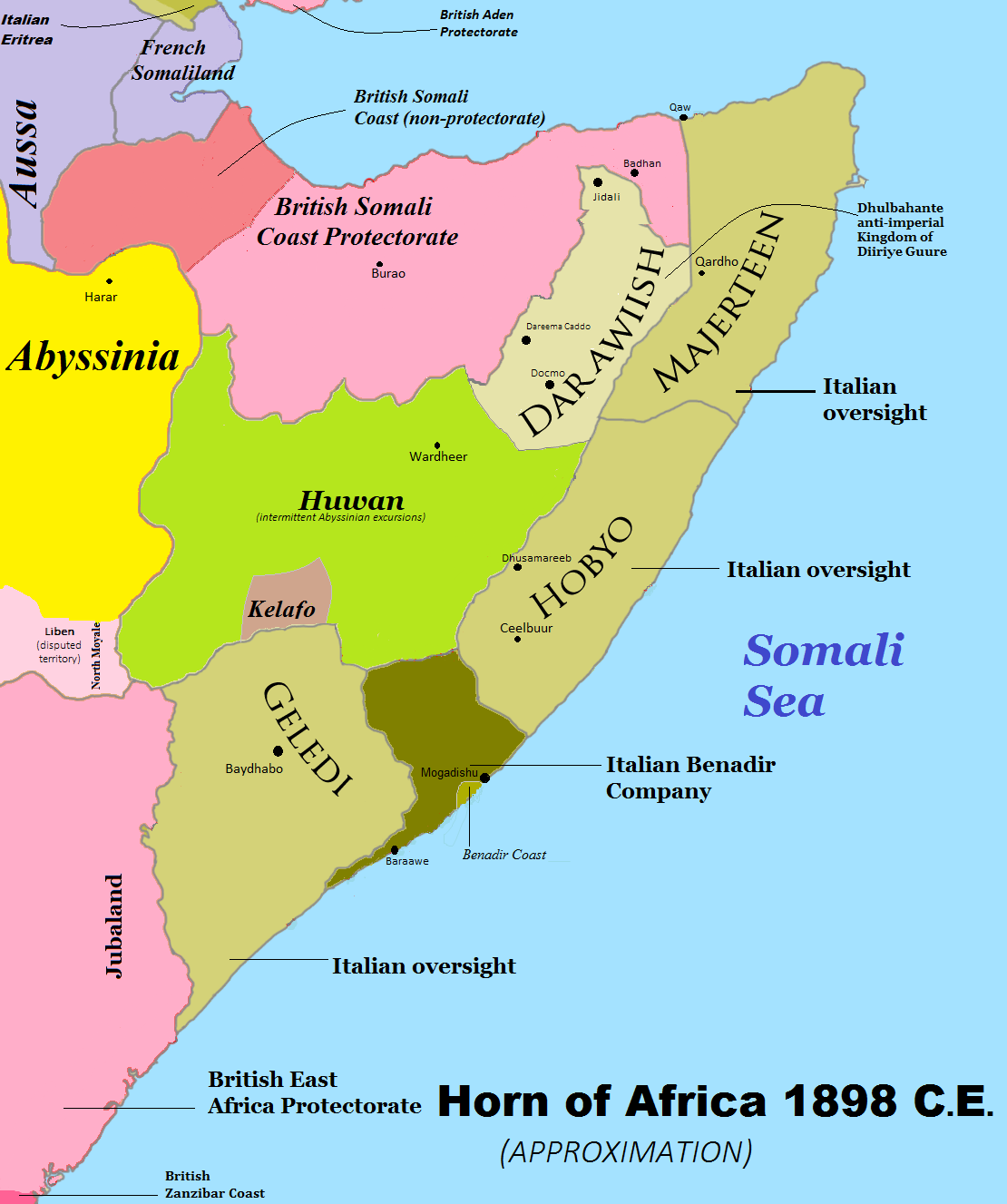
Ogadén 1898

A veces ha sido llamada en el pasado "Casa de Gabriel" o "Somalilandia etíope" y la gente local se refiere a ella como Ogadenia (en somalí Ogaadeeniya). Su territorio ocupa una superficie de 327.068 km², 
Jijiga es la capital del Estado Regional Somalí. La capital fue anteriormente Gode, hasta que Jijiga se convirtió en el centro del poder en 1995 por consideraciones políticas. Otros pueblos y ciudades importantes son Dolo Odo Awbare, Degehabur, Kebri Dahar, Barey, Hamero, Fiq, Duhun, Erer, Kelafo, Ferfer, Bokolmayo Shilavo, Kebri Beyah, Werder, Aware, Daroor, Gashamo, Shekosh, Baabili, Raaso, Tuli Guled, Bookh, Gallaaddi, Sasabane, Gunagado, Boodalay, Dig, y Filtu Wajaale. 
El gobierno de la región Somalí está compuesto por el poder ejecutivo, encabezado por el presidente; el poder legislativo, que comprende el Consejo de Estado; y el poder judicial, que está encabezado por el Tribunal Supremo del Estado.

## Historia
La región somalí abarca gran parte del territorio tradicional de Ogadén y formaba gran parte de la provincia de Hararge anterior a 1995. La población es predominantemente somalí y esto ha provocado algunos intentos de anexar la zona a una llamada "Gran Somalia". En el decenio de 1970, Somalia, apoyada por los Estados Unidos, invadió Etiopía, iniciando la guerra de Ogadén, que Somalia perdió debido a la oportuna intervención militar de la Unión Soviética y su aliada Cuba. A pesar de esta derrota, los grupos locales siguieron tratando de formar parte de Somalia o de independizarse.
La incursión en el yacimiento petrolífero de Abole en 2007, en la que murieron 72 trabajadores chinos y etíopes de los yacimientos, ha dado lugar a una serie de represalias militares contra el grupo rebelde Frente de Liberación Nacional de Ogadén (ONLF).
Hasta sus primeras elecciones de distrito, celebradas en febrero de 2004, los administradores de las zonas y woredas, y los presidentes de las aldeas fueron nombrados por el gobierno regional. Los políticos de alto rango a nivel regional nombraron a sus clientes para los puestos del gobierno local. En las elecciones locales de 2004, cada woreda eligió un consejo que incluía un portavoz, un viceportavoz, un administrador y un viceadministrador. Estos consejos tienen la responsabilidad de administrar los presupuestos y las actividades de desarrollo dentro de sus respectivos distritos.